# Porosteognathus
Porosteognathus — вимерлий рід тероцефалових терапсид. Останки були знайдені в Ішеєво в Татарстані.